# Nezouh
Nezouh (نزوح Nuzūḥ) és una pel·lícula britànica-síria-francesa del 2022 escrita i dirigida per Soudade Kaadan.

## Argument
A Damasc durant la Guerra Civil siriana, una bomba fa explotar un forat al sostre de l'apartament on viuen la Zeina, de catorze anys, i els seus pares. Mentre la seva mare, Hala, empeny la família a traslladar-se a Europa com ja han fet les seves germanes, el cap de la família Motaz està decidit a quedar-se on és, massa orgullós per abandonar la seva llar i convertir-se en un refugiat. La Zeina, per la seva banda, coneix l'Amer, un noi que s'ha mirat pel forat del sostre.

## Repartiment
- Hala Zein - Zeina
- Kinda Alloush - Hala
- Samir al-Masri - Motaz
- Nizar Alani - Amer

## Producció
La pel·lícula es va rodar a Gaziantep, Turquia, a pocs quilòmetres de la frontera amb Síria, durant la pandèmia de COVID-19.

## Distribució
La pel·lícula es va estrenar el 3 de setembre de 2022, a la secció Orizzonti Extra de la 80a Mostra Internacional de Cinema de Venècia. Va ser distribuït als cinemes italians per Officine UBU a partir del 12 de gener de 2023.

## Reconeixements
- 2022 – Premis British Independent Film[5]
  - Nominació a la millor intèrpret de Hala Zein
  - Nominació als millors efectes visuals a Ahmed Yousry
- 2022 - Festival MedFilm[4]
  - Premi Drets Humans Amnistia Internacional
- 2022 - Festival Internacional de Cinema de Venècia[6][7]
  - Premio degli spettatori - Armani Beauty
  - Premi Lanterna Magica